# Ouagne
Ouagne település Franciaországban, Nièvre megyében. Lakosainak száma 148 fő (2022. január 1.). Ouagne Rix, Villiers-sur-Yonne, Saint-Germain-des-Bois, Cuncy-lès-Varzy, Saint-Pierre-du-Mont és Breugnon községekkel határos.

## Népesség
A település népességének változása:
| Lakosok száma | 162  | 157  | 153  | 151  | 149  | 147  | 148  | 148  |
|               | 2013 | 2015 | 2017 | 2018 | 2019 | 2020 | 2021 | 2022 |